# Nectandra egensis
Nectandra egensis är en lagerväxtart som beskrevs av J.G. Rohwer. Nectandra egensis ingår i släktet Nectandra och familjen lagerväxter. Inga underarter finns listade i Catalogue of Life.